# Barbariga
Barbariga (Barbariga in dialetto bresciano) è un comune italiano di 2 302 abitanti della provincia di Brescia in Lombardia. È famoso per la sua produzione di casoncelli, specialità locale da consumarsi asciutti e conditi con burro e salvia. Dal 2004 sono stati tutelati con il marchio della Denominazione comunale d'origine.

## Geografia fisica

### Territorio
Il territorio è sito in un'area pianeggiante, un tempo occupato da una palude, bonificata con una rete di canali ancor oggi presenti. Sul territorio vi sono alcuni fontanili (nella zona dei Morti di San Gervasio) da cui sgorga acqua che alimenta i canali stessi. Negli ultimi vent'anni sono stati scavati due pozzi principali: uno nei pressi del cimitero, che pesca l'acqua a una profondità di 170 metri e uno all'ingresso di Frontignano, che preleva ad una profondità di 190 metri. Il terreno è adatto alle colture di mais, perché abbastanza friabile ma capace di trattenere l'acqua.
Negli anni ottanta, nella zona chiamata "Valle di Co" dell'omonimo paese, sono stati effettuati degli scavi alla ricerca del gas metano, conclusi però senza esito.

### Clima
Il clima a Barbariga è caldo e temperato, con piovosità significativa durante tutto l'anno.
La temperatura media annuale è di 13,6 °C, essendo luglio il mese con temperature più alte (29,2 °C) e gennaio il mese con temperature più basse (-0,3 °C).
La piovosità media annuale è di 1077 mm. In particolare le piogge sono più scarse nel mese di gennaio (54 mm) e più abbondanti nel mese di novembre (122 mm).
| [ 5 ]               | Mesi | Mesi | Mesi | Mesi | Mesi | Mesi | Mesi | Mesi | Mesi | Mesi | Mesi | Mesi | Stagioni | Stagioni | Stagioni | Stagioni | Anno  |
| [ 5 ]               | Gen  | Feb  | Mar  | Apr  | Mag  | Giu  | Lug  | Ago  | Set  | Ott  | Nov  | Dic  | Inv      | Pri      | Est      | Aut      | Anno  |
| ------------------- | ---- | ---- | ---- | ---- | ---- | ---- | ---- | ---- | ---- | ---- | ---- | ---- | -------- | -------- | -------- | -------- | ----- |
| T. max. media (°C)  | 7    | 9,2  | 14,0 | 18,0 | 22,4 | 27,1 | 29,2 | 28,6 | 23,5 | 18,1 | 12,1 | 7,4  | 7,9      | 18,1     | 28,3     | 17,9     | 18,1  |
| T. min. media (°C)  | −0,3 | 0,3  | 3,4  | 7,3  | 11,9 | 16,6 | 19,1 | 19,0 | 14,9 | 10,8 | 5,6  | 0,8  | 0,3      | 7,5      | 18,2     | 10,4     | 9,1   |
| Precipitazioni (mm) | 54   | 58   | 68   | 93   | 104  | 100  | 86   | 95   | 115  | 116  | 122  | 66   | 178      | 265      | 281      | 353      | 1 077 |

## Storia
In principio Barbariga era totalmente paludosa. I monaci benedettini dell'Abbazia di Leno, intorno all'anno Mille, bonificarono il territorio barbaresco e quello circostante. Già nel XIII secolo si ebbero notizie del comune di Barbaricha. Nel XV secolo avvenne il miracolo della Madonna del Ducco e venne costruita la chiesa di San Vito (oggi disciplina di san Pietro martire). Il tempio citato in precedenza venne sostituito nel 1752 con una nuova chiesa barocca, sempre dedicata a San Vito. Ebbe luogo nel 1762 una protesta alla Feroldina per via delle coltivazioni di riso che provocavano la malaria. Da allora il riso venne "bandito" dalle campagne di Barbariga, sostituendolo con il mais.

### Simboli
Lo stemma, privo di concessione ufficiale, è liberamente adottato ed usato dal Comune. Lo sperone da cavaliere è un'arma parlante ripresa dal blasone della famiglia bresciana dei Masperoni, mentre il capo d'Angiò allude all'antica appartenenza del Comune alla fazione guelfa. La torre ricorda il piccolo castello di cui ancora esistono i resti, fondato probabilmente nel XII secolo e diventato il nucleo primigenio della paese.
Il gonfalone è un drappo di azzurro.

## Monumenti e luoghi d'interesse

### Chiesa parrocchiale
Su progetto di Antonio Marchetti, la chiesa si presenta con facciata a due ordini e interno a due campate ritmato da lesene, risolte, come il presbiterio, con copertura a vela, e l'abside schiacciata, molto simile al progetto della chiesa di Paderno Franciacorta, attribuito al padre Giovanni Battista Marchetti.

### Disciplina di San Pietro martire
Si tratta dell'antica parrocchiale di San Vito, oggi privata di una terza campata anticamente antistante alla facciata. Le due campate rimanenti sono decorate da cappelle di stile corinzio e ionico. Il piccolo tempio termina con un'abside poligonale, nella quale sono conservate delle tracce di affresco raffiguranti i calzari dei Santi Vito e Modesto. Nel fianco sud è conservato uno strappo di affresco quattrocentesco raffigurante l'Annunciazione.

### Santuario di Santa Maria del Ducco
Deve il suo nome all’antica famiglia nobiliare dei Ducco, alla quale apparteneva.
Si tratta della chiesa del cimitero. Il Santuario neogotico che vediamo oggi è la ricostruzione del 1890. All'interno troviamo un affresco strappato di fine quattrocento definito miracoloso, raffigurante una Vergine col Bambino tra Angeli (aggiunti più tardi). L'affresco si trova in una cornice seicentesca placata d'oro. L'esterno è circondato dal portico collegato a quello del camposanto.

## Società

### Evoluzione demografica
Abitanti censiti

### Lingue e dialetti
Nel territorio di Barbariga, accanto all'italiano, è parlata la lingua lombarda prevalentemente nella sua variante di dialetto bresciano.

## Cultura

### Eventi
Il patrono del paese è San Vito, festeggiato il 15 giugno, cui corrisponde una tradizionale sagra e una solenne Processione.
Dal 2004 è stata introdotta la "fiera del casoncello", nata allo scopo di far conoscere i casoncelli DE.CO e altri prodotti tipici della Bassa Bresciana.

## Amministrazione
| Periodo        | Periodo        | Primo cittadino   | Partito                                             | Carica  | Note |
| -------------- | -------------- | ----------------- | --------------------------------------------------- | ------- | ---- |
| 24 aprile 1995 | 14 giugno 2004 | Stefano Scalvenzi | PPI                                                 | Sindaco |      |
| 14 giugno 2004 | 26 maggio 2014 | Marco Marchi      | lista civica Insieme per il futuro                  | Sindaco |      |
| 26 maggio 2014 | 10 giugno 2024 | Giacomo Uccelli   | lista civica Insieme per il futuro                  | Sindaco |      |
| 10 giugno 2024 | in carica      | Marco Tinti       | lista civica Rinascita Civica Barbariga-Frontignano | Sindaco |      |

## Sport
La principale squadra di calcio della città è F.C. Barbariga 1987 che milita nel girone F lombardo di Seconda Categoria. La società in realtà è stata costituita nel 2008, ma ha mantenuto la data di fondazione originaria, dopo la chiusura della prima società avvenuta nel 2001.
Nella città sono disponibili molteplici impianti sportivi, vi sono due campi di calcio, uno a 11 giocatori ed uno a 7 giocatori, ed una palestra polivalente che permette di svolgere anche le attività di tennis, pallavolo, beach volley e pallacanestro.